# Maca
Lepidium meyenii là một loài thực vật có hoa thuộc họ Cải. Loài này được Walp. mô tả khoa học đầu tiên năm 1843.
Đây là loài bản địa Andes cao của Peru quanh hồ Junin. Lepidium Meyenii được trồng lấy củ, và người dân bản xứ sử dụng nó như một loại rau củ trong thức ăn hàng ngày, một loại dược thảo quý đối với sức khỏe tổng thể, đặc biệt là giúp người phụ nữ cải thiện ham muốn tình dục.
Người phương Tây đầu tiên mô tả loài này là Gerhard Walpers vào năm 1843, và định danh cho loài này là Lepidium meyenii. Trong những năm 1990, tiến sĩ Gloria Chacon đã phân biệt rõ hơn nữa của các loài khác nhau. Bà xem là loài thảo dược tự nhiên được trồng rộng rãi ngày nay là một loài được thuần hóa mới, L. peruvianum. Hầu hết các nhà thực vật học ngày nay nghi ngờ sự khác biệt này, tuy nhiên, và tiếp tục gọi loài Maca được trồng là L. meyenii. Tên Latin được công nhận bởi Bộ Nông nghiệp Mỹ cũng tiếp tục là Lepidium meyenii. Có một cuộc tranh luận vẫn đang tiếp diễn về thuật ngữ chính xác, và liệu sự phân biệt giữa meyenii và peruvianum là đúng về mặt thực vật học hay không hay chúng cùng loài.

## Lepidium Meyenii là gì?
Sinh trưởng ở vùng núi cao thuộc dãy Andes - Nam Mỹ, Lepidium Meyenii là thảo dược có thân thảo cao từ 10 đến 20 cm. Lá cây đa hình, mọc đan xen vào nhau như một tấm thảm tròn gần mặt đất. Cây có hoa mọc thành cụm nhỏ ở trung tâm, hoặc hoa đơn ở nách lá.
Phần quý giá nhất của Lepidium Meyenii là rễ củ phình đại bên dưới mặt đất, có đường kính từ 3 đến 5 cm. Củ có nhiều màu sắc, nhưng phần lớn màu trắng ngà hoặc màu vàng. Đây là bộ phận giúp cây bám lấy mặt đất, hấp thụ nước và chất dinh dưỡng để lưu trữ, giúp cây tồn tại ngay trong những thời tiết khắc nghiệt nhất. Khả năng trích xuất chất dinh dưỡng từ môi trường xung quanh của rễ cây rất cao.
Nhờ vậy, Lepidium Meyenii có thể sinh trưởng trên những vùng đất khô cằn của dãy Andes, nơi mà hầu như không có loại cây nào tồn tại được. Ở độ cao trên 4000 mét, điều kiện đất đai nghèo dinh dưỡng và nhiều đá sỏi, gió mạnh, ánh nắng mặt trời gay gắt nhưng lại lạnh hơn cả nhiệt độ đóng băng, Lepidium Meyenii vẫn phát triển tốt và tích lũy trong rễ củ của mình những tinh túy quý giá của thiên nhiên.
Sau khi thu hoạch, Lepidium Meyenii có thể sử dụng ngay hoặc được phơi sấy khô để lưu trữ dài ngày. Nước ép của phần củ có mùi thơm nhẹ, vị ngọt dịu, có thể dùng hằng ngày như một loại sinh tố. Củ Lepidium Meyenii có thể chế biến cùng với các thực phẩm khác như trứng, sữa, bột... thành các món ăn đa dạng.

## Lịch sử của Lepidium Meyenii
Lepidium Meyenii được sử dụng phổ biến trong thời gian gần đây nhờ tác dụng cân bằng hormone một cách tự nhiên, giúp cơ thể khỏe mạnh và tăng cường sinh lý. Tuy vậy, những bằng chứng khảo cổ học đã cho thấy loại thảo dược này đã được người Inca cổ đại sử dụng từ 2.000 năm trước. Họ xem đây là loại dược phẩm thiêng liêng, giúp tăng cường sức khỏe tình dục và mang đến nguồn sinh lực thần thánh Lepidium Meyenii được sử dụng chủ yếu cho hoàng tộc Inca, rồi mới đến các chiến binh, người dân.
Khi xâm lược Nam Mỹ, người Tây Ban Nha bắt đầu biết đến công dụng của Lepidium Meyenii và cũng bắt đầu sử dụng loại thảo dược này. Tuy vậy, Lepidium Meyenii chỉ được mô tả lần đầu tiên vào năm 1843 bởi nhà thực vật học người Đức Wilhelm Walpers Gerhard khi ông thực hiện một số nghiên cứu ở vùng cao nguyên Puno.
Năm 1945, tiến sĩ August Weberbauer cũng mô tả một số loại cây Lepidium Meyenii sinh trưởng ở độ cao hơn 4.000 mét so với mực nước biển, nhưng ông gọi đây "cây Puna". Một số nghiên cứu về thảo dược của ông hiện vẫn được lưu trữ ở viện bảo tàng thực vật học ở Chicago.
Khả năng tăng cường sinh sản của Lepidium Meyenii được hỗ trợ lâm sàng vào năm 1961, trong một nghiên cứu của Tiến sĩ Gloria Chacon – một nhà sinh học nổi tiếng. Đến năm 1989, Tiến sĩ Gloria Chacon cũng đã công bố thêm một nghiên cứu khác, trong đó cô đặt tên cho loài thảo dược này là "Lepidium Peruvianum Chacon sp.", thêm một tên khoa học mới cho Lepidium Meyenii.
Sau đó, hàng loạt các nghiên cứu khoa học khác cũng đã được tiến hành và khẳng định các tác dụng cũng như tính an toàn của loài thảo dược có lịch sử hơn 2.000 năm qua này. Đặc biệt, công dụng đối với sức khỏe tình dục của Lepidium Meyenii ngày càng được chú trọng nghiên cứu.
Hiện nay, Lepidium Meyenii được sử dụng rộng rãi tại Hoa Kỳ và nhiều quốc gia trên thế giới, như một biện pháp cân bằng hormone một cách tự nhiên, đặc biệt ở nữ giới, giúp tăng cường sinh lực và chức năng sinh lý. Lepidium Meyenii có thể sử dụng một mình, hoặc kết hợp cùng các thảo dược khác để tăng hiệu quả mà không có tương kỵ.

## Thành phần của Lepidium Meyenii

### Sterols
Sterol có tác dụng giúp màng tế bào nguyên vẹn, giảm viêm, giữ ẩm và cải thiện làn da trong quá trình biến dưỡng. Sterol còn có tác dụng ức chế hấp thu cholesterol, Sterol còn có khả năng chống oxi hoá.  Người ta còn gọi đây là những phytosterols, được xem như chất làm giảm cholesterol một cách tự nhiên. Do đó, thảo dược này rất hữu ích đối với người có vấn đề về tim mạch, chống đột quỵ.

### Vitamin:
Lepidium Meyenii chứa nhiều Vitamin B1, B2 and B12 góp phần giúp sản xuất năng lượng, đồng thời thúc đẩy quá trình trao đổi chất, giúp làn da khỏe mạnh và sức khỏe cơ bắp, Vitamin C giúp chống oxy hóa, tăng cường hệ thống miễn dịch.

### Chất khoáng:
Lepidium Meyenii chứa 31 loại chất khoáng khác nhau như calci, sắt, ma giê, phosphor, kali, kẽm vv... hỗ trợ cho cấu trúc tế bào và các chức năng sinh lý của cơ thể.

### Carbohydrates:
Lepidium cũng giàu carbonhydrates – nguồn gốc chính của năng lượng tự nhiên. Kết hợp cùng nhóm Alkaloids và các chất dinh dưỡng khác, Lepidium Meyenii mang đến một nguồn năng lượng lâu dài.

### Fatty Acids:
Lepidium Meyenii chứa nhiều axit béo cần thiết cho sự hình thành của màng tế bào, và sự phát triển, hoạt động của não bộ và hệ thống thần kinh. Đây cũng là nguồn cung cấp các sterol cho tác động tương tự như các nội tiết tố trong cơ thể nữ giới như testosterone, estrogen và progresterone.

### Proteins:
Trung bình trong 100gr Lepidium Meyenii chứa 11 gr protein có hoạt tính sinh học ("bio-available" protein). Đây là thành phần quan trọng, cần thiết cho sự phát triển, hoàn thiện và thay thế tế bào.

### Glucosinolates:
Lepidium Meyenii chứa nhóm glucosinolates, có tác động lên chức năng sinh sản, kích thích tình dục và thay đổi quá trình chuyển hóa estrogen theo hướng có lợi. Các nghiên cứu còn khẳng định nhóm glucosinolates còn có tác dụng mạnh trong điều trị ung thư, tác động lên hệ enzyme, ngăn ngừa sự đột biến gen.

### Saponins:
Saponin vốn là thành phần quan trọng trong các loại sâm, nhân sâm. Saponin trong Lepidium Meyenii cho tác dụng chống oxy hóa, chống ung thư, kháng viêm và giải độc máu.

### Alkaloids:
Alkaloid chứa trong Lepidium Meyenii cho tác dụng kích hoạt não điều tiết hormone, giúp chuyển hóa calci và phosphor trong máu.

### Công dụng của Lepidium Meyenii
Lepidium Meyenii được sử dụng khá phổ biến nhờ tác dụng tăng cường sinh lực, giúp cơ thể khỏe mạnh lâu dài, thay vì chỉ mang đến hiệu quả nhất thời như các hoạt chất khác (caffeine...). Tuy vậy, công dụng hàng đầu của Lepidium Meyenii vẫn là tăng cường sinh lý, giúp phụ nữ có được đời sống tình dục viên mãn, đồng thời làm giảm các triệu chứng của giai đoạn tiền mãn kinh – mãn kinh.
Các nghiên cứu khoa học đã cho thấy Lepidium Meyenii giúp tạo sự cân bằng có lợi theo kiểu hormone sinh dục như testosterone, estrogen, progesterone. Ngoài ra, Lepidium Meyenii còn có tác dụng trên hệ thần kinh trung ương làm tăng nồng độ serotonin và dopamine trên vỏ não, là những hormone tham gia vào quá trình tình dục. Nhờ đó, Lepidium Meyenii giúp phụ nữ cải thiện các triệu chứng giảm ham muốn, khô âm đạo, khó đạt khoái cảm.
Đặc biệt, dù có tác động vào sự cân bằng hormone nhưng Lepidium Meyenii lại không hề chứa các thành phần nội tiết tố cũng như không làm ảnh hưởng đến nồng độ của estrogen, progesterone và testosterone trong cơ thể. Lepidium Meyenii được xem như giải pháp an toàn thay cho liệu pháp hormone thay thế. Loại thảo dược này chứa các sterol có tác động giúp cơ thể tự điều tiết bộ các hormone sao cho phù hợp với độ tuổi, tình trạng sức khỏe của từng người. Nhờ vậy, cơ thể phụ nữ sẽ thích nghi một cách nhẹ nhàng với các thay đổi tự nhiên mà tạo hóa quy định trong giai đoạn tiền mãn kinh – mãn kinh. Quá trình mãn kinh vẫn diễn ra nhưng các triệu chứng khó chịu trong mãn kinh đã được xoa dịu một cách hiệu quả.